# Universidad de Rzeszów

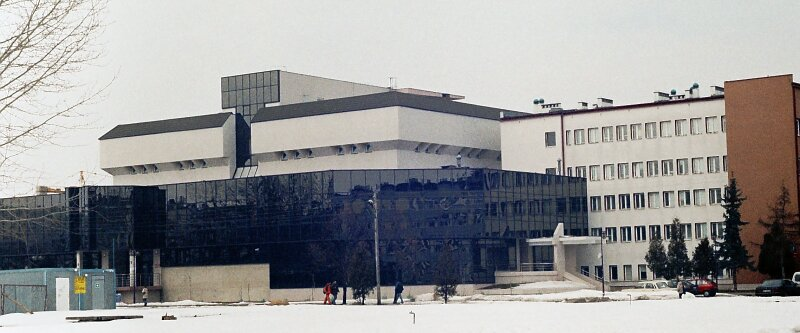
El edificio del Instituto de Biología de la Universidad de Rzeszów

La Universidad de Rzeszów es una universidad en Rzeszów, Polonia. Fue oficialmente establecida como Universidad de Rzeszow en 2001 al reagrupar varias instituciones ya existentes en la ciudad:
- Campus Rzeszów de la Universidad Marie Curie-Skłodowska
- Escuela Superior de Educación
- Departamento de Economía de la Academia de Agricultura Hugo Kołłątaj

La universidad tiene más de 22.000 estudiantes. Su patrona es la Reina Santa Eduviges I de Polonia.

## Facultades
- Facultad de Biología y Agricultura
- Facultad de Economía
- Facultad de Filología
- Facultad de Matemáticas y Ciencias Naturales
- Facultad de Medicina
- Facultad de Pedagogía y Arte
- Facultad de Derecho
- Facultad de Sociología e Historia
- Facultad de Educación Física
- Facultad de Biotecnología

## Unidades interfacultades
- Instituto interfacultades de filosofía
- Escuela de educación práctica de lenguas extranjeras
- Centro "POLONUS" de lengua y cultura polaca para extranjeros y polacos originarios del extranjero
- Estudios de educación y cultura
- Escuela de deporte y educación física
- Academia europea para la Eurorregión de los Cárpatos
- Club universitario Asociación de deportes académicos "AZS"